# Gla

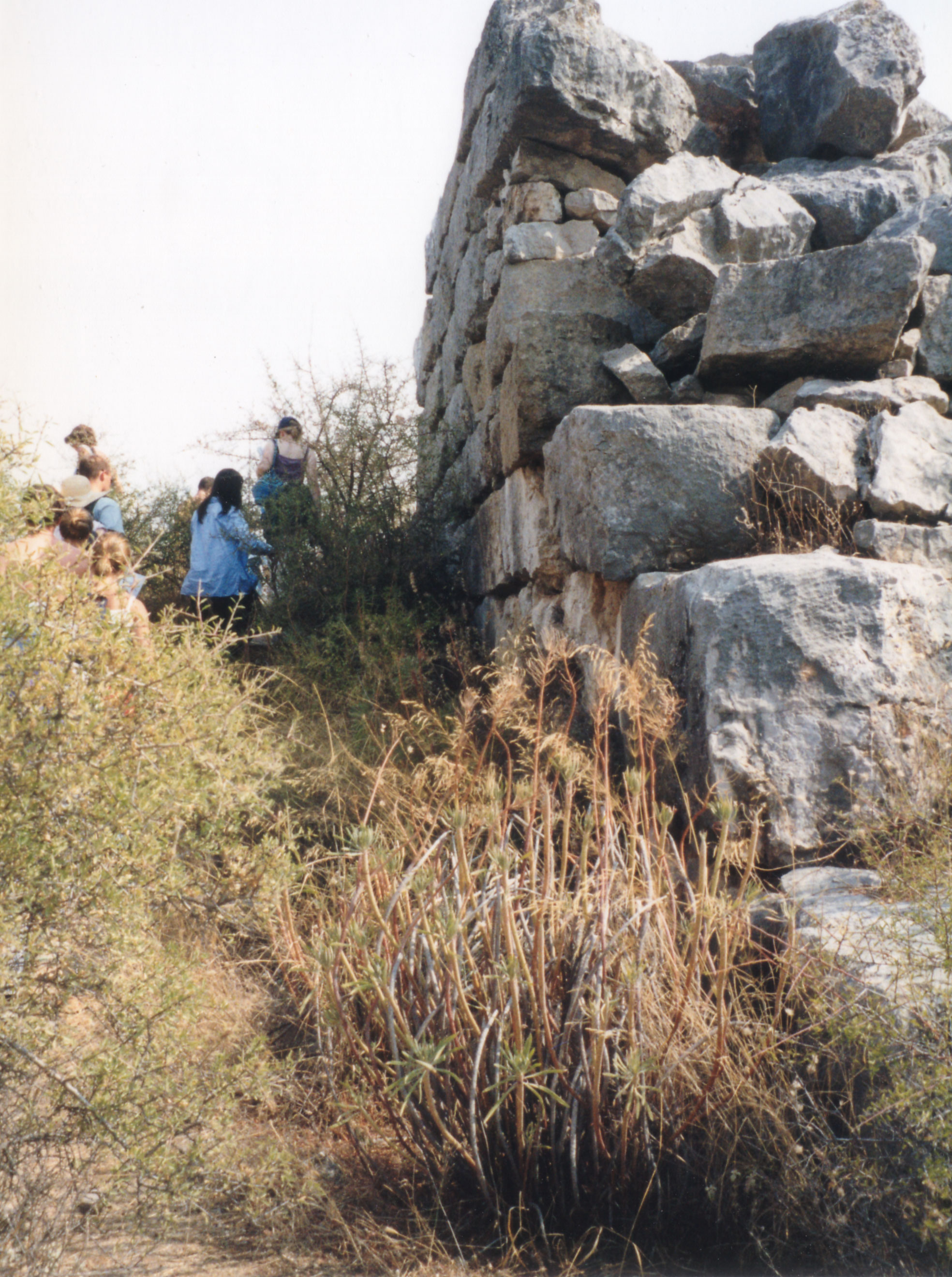

Gla (rar Glas) (greacă: Γλα sau Γλας) a fost un oraș antic grecesc construit de civilizația miceniană localizat în Beoția.

## Descriere
Gla a fost cea mai mare cetate miceniană care nu a fost cucerită niciodată. Situată pe o creastă de stâncă înaltă de 70 m., înaintând spre mijlocul lacului Copais, Gla avea incinta exterioară lungă de 700 m, zidul ciclopic, făcut din bucăți mari de piatră dură, avea 8 m lățime și 20 m înălțime. Erau 4 porți retrase în interior (protejate de perechi de ziduri în zigzag), bastioane uriașe, un palat cu două aripi perpendiculare, o aripă de 80 m, alta de 60 m, fiecare cu un megaron (sală mare) propriu. Construcția era imensă dar a adăpostit puțini oameni. Se presupune că a fost ridicată în anii 1300-1200 î.Hr.. Deși dorienii nu au cucerit-o, fortificația a fost părăsită în secolul al X-lea î.Hr., din cauze necunoscute. Lacul Copais, ca și un rău de lângă Tirint, prezintă urmele unor intervenții artificiale monumentale (canale, diguri, galerii subterane, rectificări de albie, etc.)